# Gabriel De Michele
Gabriel De Michele (født 6. marts 1941 i Saint-Étienne, Frankrig) er en tidligere fransk fodboldspiller, der tilbragte hele sin aktive karriere, fra 1963 til 1975, som forsvarsspiller hos FC Nantes. Med klubben vandt han tre franske mesterskaber.
De Michele spillede to kampe for Frankrigs landshold. Han deltog ved VM i 1966 i England.

## Titler
Ligue 1
- 1965, 1966 og 1973 med AS Monaco